# شوابی هلدینگ
شوابی هلدینگ (روسی: Швабе) شرکت صنایع جنگ‌افزاری روس است، که در سال ۲۰۰۸ تأسیس شد.